# 硅酸
硅酸是一类具有[SiOx(OH)4-2x]n通式的化合物，可以由可溶性硅酸盐与酸反应制取。
简单的硅酸如偏硅酸H2SiO3、二硅酸H2Si2O5和原硅酸H4SiO4等已经在稀溶液中检测出；偏硅酸只能在0℃左右存在，室温时缩合成二硅酸，二硅酸在150℃时转变为无定形态。
可溶性的硅酸盐，加任何弱酸(氫氟酸除外) ，都可以得到硅酸；游离出来的单分子硅酸，可溶于水，但它在溶液中逐渐缔合而成双分子、三分子，最后形成不溶解的多分子聚合物，所得的胶体称为“硅酸溶胶”；如果硅酸盐溶液浓度较大，则加酸后直接形成硅酸胶冻，脱水后得到硅酸凝胶；硅胶应用于吸收各种气体和蒸汽、精炼石油等，并可以用作催化剂的载体。

## 历史
硅酸是由永斯·贝采利乌斯在19世纪初援引来解释二氧化硅（硅石，石英）在水中的溶解，即通过水化反应：
{\displaystyle {\ce {SiO2 + H2O <=> H2SiO3}}}
根据硅胶的蒸气压力曲线，赖瑙特·威廉·范贝默伦认为不存在二氧化硅水合物，只存在硅胶。另一方面，契马克认为他已经观察到不同的硅酸是天然硅酸盐凝胶的分解产物。
第一个结晶性的硅酸是由页硅酸盐Natrosilite(Na
2Si
2O
5)在1924年被制备出来。目前已知的结晶硅酸有15种以上，至少包括六种改性一些酸可以吸附和嵌入有机分子，因此是二氧化硅的有趣替代品。

## 制备
可以通过用离子交换树脂从硅酸钠溶液中去除钠阳离子，或用浓硫酸处理硅酸钠来制备结晶硅酸。

## 反应
硅酸可以被看作是二氧化硅的水合形式，即H
2xSiO
x+2 = (SiO
2)·(H
2O)
x。事实上，在浓缩溶液中，硅酸一般会聚合和凝结，最终降解为二氧化硅和水。中间阶段可能是非常粘稠的液体或凝胶状的固体。将后者脱水后会产生一种具有原子级孔隙的坚硬的半透明二氧化硅形式，称为硅胶，它被广泛用作吸水剂和干燥剂。
硅石很少溶解在水中，在海水中的浓度低于100ppm。在这样的稀释溶液中，二氧化硅被认为以原硅酸的形式存在。理论计算表明，二氧化硅在水中的溶解是通过形成SiO
2·2H
2O复合物，然后是原硅酸。
偏硅酸的硅氧双键，由公式H
2SiO
3，是假想的或高度不稳定的。这种双键可以水化为一对羟基（OH）：
{\displaystyle {\ce {SiO + H2O <=> Si(OH)2}}}
例如，
{\displaystyle {\ce {H2SiO3 + H2O <=> H4SiO4}}}
或
{\displaystyle {\ce {H2Si2O5 + 2H2O <=> (HO)3SiOSi(OH)3}}}
另外，偏硅酸有可能形成环状聚合物[−SiO(OH)
2−]n，可以通过水化作用打开成链状聚合物HO[−SiO(OH)
2−]nH。同样地，二硅酸有可能形成具有四价单元的复合聚合物，[=Si
2O
3(OH)
2=]n。 相反，低聚物和聚合酸可以通过Si−O−Si桥的水解而解聚，或者通过缩合产生这种桥。
{\displaystyle {\ce {SiOSi + H2O <=> SiOH + HOSi}}}
像有机硅醇一样，硅酸被认为是弱酸。原硅酸的计算酸度系数pKa1 = 9.84, pKa2 = 13.2（在25℃下）。
硅酸和硅酸盐在溶液中与钼酸阴离子反应，产生黄色的硅钼酸复合物。这种反应被用来滴定水溶液中的硅含量，并确定其性质。在一个典型的制备中，发现单体原硅酸在75秒内完全反应，二聚体焦硅酸在10分钟内反应，而更高的低聚物则需要更长的时间。该反应在胶态二氧化硅中观察不到。
硅酸在水溶液中的聚合程度可以通过其对溶液冰点的影响来确定（冷冻法）。